# Veronica Vain
Veronica Vain (Savannah, Georgia; 3 de mayo de 1991) es una actriz pornográfica y modelo erótica estadounidense retirada.

## Primeros años
Veronica Vain, nombre artístico de Paige A. Jennings, nació en mayo de 1991 en la ciudad de Savannah, ciudad del estado estadounidense de Georgia, sede del condado de Chatham. Creció en el estado de Florida. Durante el instituto trabajó en establecimientos como Subway o GameStop. Estudió en la Universidad de Florida, donde se licenció en Finanzas y realizó cursos de posgrado en la Gabelli School of Business sobre Finanzas e Inversiones Alternativas.
Buscando oportunidades, y para pagar el crédito universitario y gastos diversos, comenzó a hojear diferentes anuncios para servicios de acompañantes, scorts y acompañante del término Sugar Daddies. También trabajó como estríper en un club local. Aunque recibió ofertas para entrar en la industria del entretenimiento para adultos, del sector de los Sugar Daddies, y como modelo, Vain rechazó todos ellos para alcanzar un trabajo acorde a su carrera universitaria, llegando a firmar un contrato después de algunas entrevistas con la firma Lazard Asset Management, que operaba en la Bolsa de Nueva York, en Wall Street.

## Carrera en Wall Street
Jennings trabajó para Lazard durante 8 meses antes de que le ofrecieran un puesto de tiempo completo, oferta que ella rechazó. Jennings se desilusionó con una vida "normal" y no quería quedarse encerrada en ese sector. En octubre de 2014, explorando otras oportunidades laborales, se decidió mandar unas fotos al reality show The Sex Factor, programa que contactó con ella a las pocas horas del envío de las fotos para ir directa al casting final en Las Vegas.
En sus últimos días de trabajo, comenzó a tuitear diversos selfies subidos de tono en su oficina publicados con su sobrenombre que tendría en la industria, que acabó volviéndose viral. Unos días más tarde, fue despedida de la firma debido a que las fotos se difundieron en red y acabó llegando a los medios de comunicación.
Después de recibir atención de los medios de comunicación por sus actividades en la oficina, comenzó a recibir una gran cantidad de ofertas de la industria pornográfica, incluido de actores de peso de la misma, como Kayden Kross, que se ofreció a realizar una escena con ella.

## Carrera pornográfica
Debutó como actriz pornográfica en 2015, a los 24 años, con la película Screwing Wall Street, cinta producida por Evil Angel y dirigida por Manuel Ferrara que mezclaba la trayectoria de la propia Vain como empleada de Wall Street con la icónica película de Oliver Stone de 1987. Vain rodó escenas con la propia Kayden Kross así como con Ferrara, Penny Pax, Mick Blue o Stoya.
Como actriz, grabó escenas y películas otros estudios como Pure Mature, Naughty America, Reality Kings, Digital Playground, Elegant Angel, Girlfriends Films, Brazzers, Mofos, Bellapass, Digital Sin, New Sensations, Girlsway, Twistys o Jules Jordan Video.
Su ópera prima fue reconocida en los Premios AVN y Premios XBIZ en la edición de 2016. Veronica Vain fue nominada en los AVN a la Mejor escena de sexo lésbico junto a Kayden Kross; mientras que en los XBIZ lo fue en las categorías de Mejor actriz en película parodia y Mejor escena de sexo en película parodia, con Mick Blue.
Otras películas suyas fueron Bad Lesbian 7, Big Tit Lesbian Bosses, Full Service Exchange, Let It Ride, Massive Boobs 2, My All Girl Massage, Office Obsession 4, Private Cleaning, RK Prime, Romantic Aggression 3, Squirt Gasms 3, Veronica Vain - Fuck Wall Street o When Girls Play 3.

## Abandono de la industria
A finales de septiembre de 2016, Veronica Vain colgó en su canal de YouTube un vídeo en el que explicaba que abandonaba su carrera como actriz pornográfica alegando que no quería seguir formando parte de una industria que atraía a las mujeres jóvenes con promesas de fama, cuando en realidad un gran porcentaje de las estrellas porno no lo llegan a ser. Ella veía a los agentes como proxenetas que trataban de sacar el máximo provecho de las actrices y que se beneficiaban de su trabajo gracias a los porcentajes que se llevaban por cada escena grabada. Varias veces, Veronica fue presionada para hacer escenas que no quería hacer y se negó, lo que llevó a que la apartaran de futuros trabajos. El último motivo fue cuando tenía que grabar una escena con un actor que tenía sífilis. Después de que pidiera un condón para rodar la escena, los productores se negaron y finalmente decidió abandonar la industria. El total de participaciones de Veronica Vain llegó a ser de un total de 90 películas.
Abandonada la industria pornográfica, Veronica Vain regresó al uso de su nombre de pila, Paige Jennings, y comenzó una carrera como youtuber realizando diversos vídeos en esta red con daily plays, jugando a videojuegos, emuladores y demos y con diversos vlogs contando su experiencia en la industria pornográfica y otros comentarios sobre sus propias experiencias personales.

## Premios y nominaciones en la industria
| Año  | Ceremonia                   | Resultado | Premio                                    | Trabajo              |
| ---- | --------------------------- | --------- | ----------------------------------------- | -------------------- |
| 2016 | Premios AVN                 | Nominada  | Mejor escena de sexo lésbico              | Screwing Wall Street |
| 2016 | Premios AVN                 | Nominada  | Estrella mainstream del año               | —                    |
| 2016 | Premios AVN                 | Nominada  | Premio fan: Debutante más caliente        | —                    |
| 2016 | Spank Bank Awards           | Nominada  | Most Luxurious Labia                      | —                    |
| 2016 | Spank Bank Awards           | Nominada  | Next Level Star of the Year               | —                    |
| 2016 | Spank Bank Awards           | Nominada  | Ravishing Redhead of the Year             | —                    |
| 2016 | Spank Bank Awards           | Nominada  | Super Squirter of the Year                | —                    |
| 2016 | Spank Bank Technical Awards | Ganadora  | Least Likely To Wear Pants At Home. Ever! | —                    |
| 2016 | Premios XBIZ                | Nominada  | Mejor actriz en película parodia          | Screwing Wall Street |
| 2016 | Premios XBIZ                | Nominada  | Mejor escena de sexo en película parodia  | Screwing Wall Street |